# Gunnar Larsén

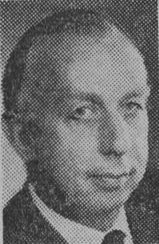
Gunnar Larsén

Nils Gunnar Larsén, född 28 december 1915 i Malmö, död 13 maj 2005 i Stockholm, var en svensk arkitekt.

## Biografi
Larsén, som var son till direktör Ernst Larsén och Clara Hanson, avlade studentexamen i Norrköping 1935 samt utexaminerades från Kungliga Tekniska högskolan 1942 och från Kungliga Konsthögskolan 1947. Han var delägare i Alfreds & Larsén arkitektkontor från 1955. 1975 anslöts kontoret till FFNS Arkitekter där Larsén var fortsatt verksam till 1992. Han var styrelseledamot i Svenska Arkitekters Riksförbund  från 1952. 
Larsén ritade bland annat stadshus i Linköping (tredje pris 1948); tillsammans med Berndt Alfreds: statlig förvaltningsbyggnad i Stockholm (första pris 1953), dito och kontorshus för Svea-Nornan i Göteborg (första pris 1954); Vantörs kyrka och Högdalens centrum i Stockholm (1959), kontorshus för Thulebolagen i Kristianstad (1960, första pris 1956), Lund (1961) och Västerås (1961).  I samarbete med Nils Sterner ritade han pensionärshem i Nockeby och polishus på Kungsholmen. Han arbetade hos arkitekten och stadsträdgårdsmästaren Holger Blom med parkanläggningar och förvandlignen av Norr Mälarstrand från kaj till park, där Mälarpaviljongen bär mycket av hans signum. Han skrev artiklar i fackämnen

## Bilder

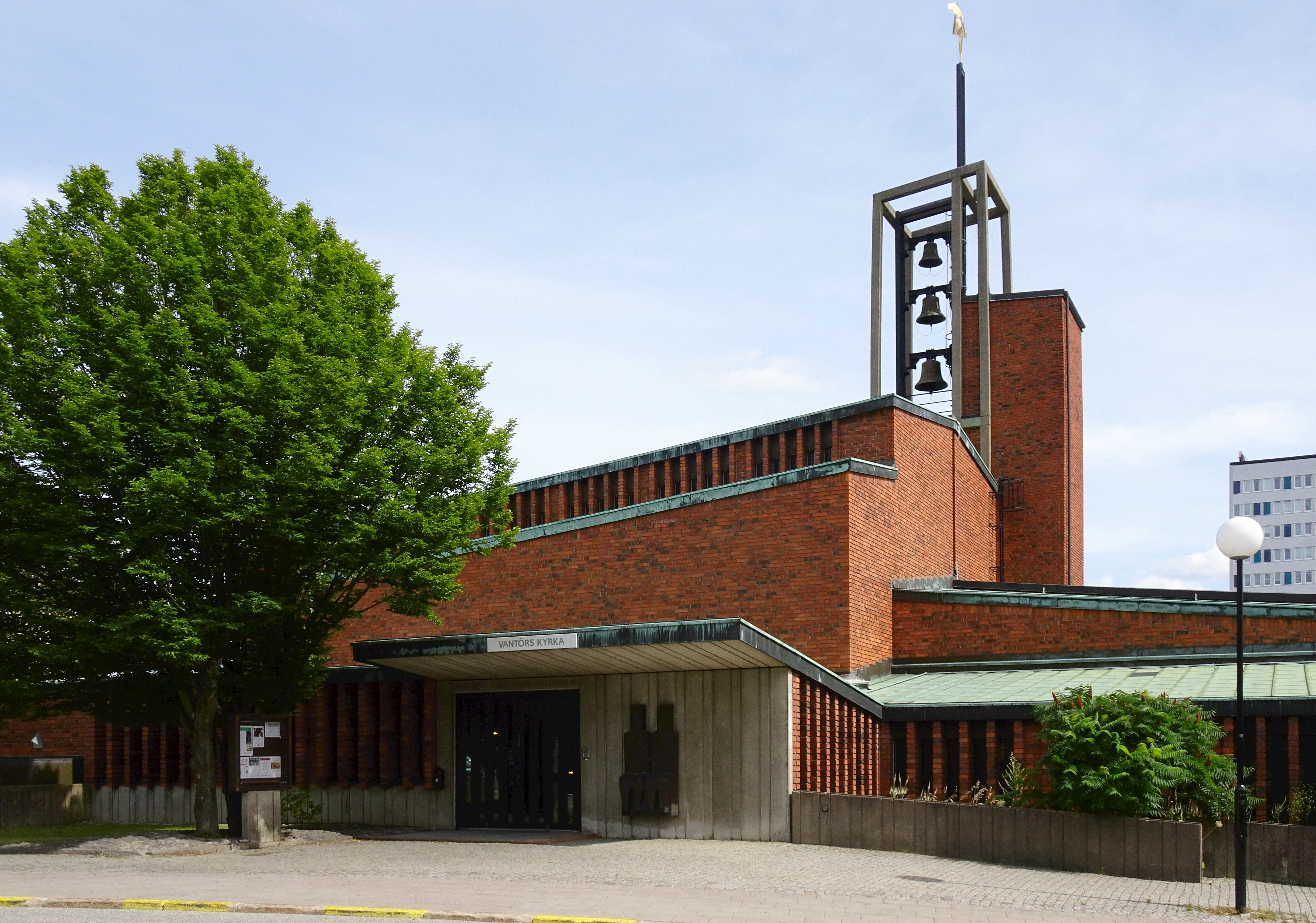
Vantörs kyrka
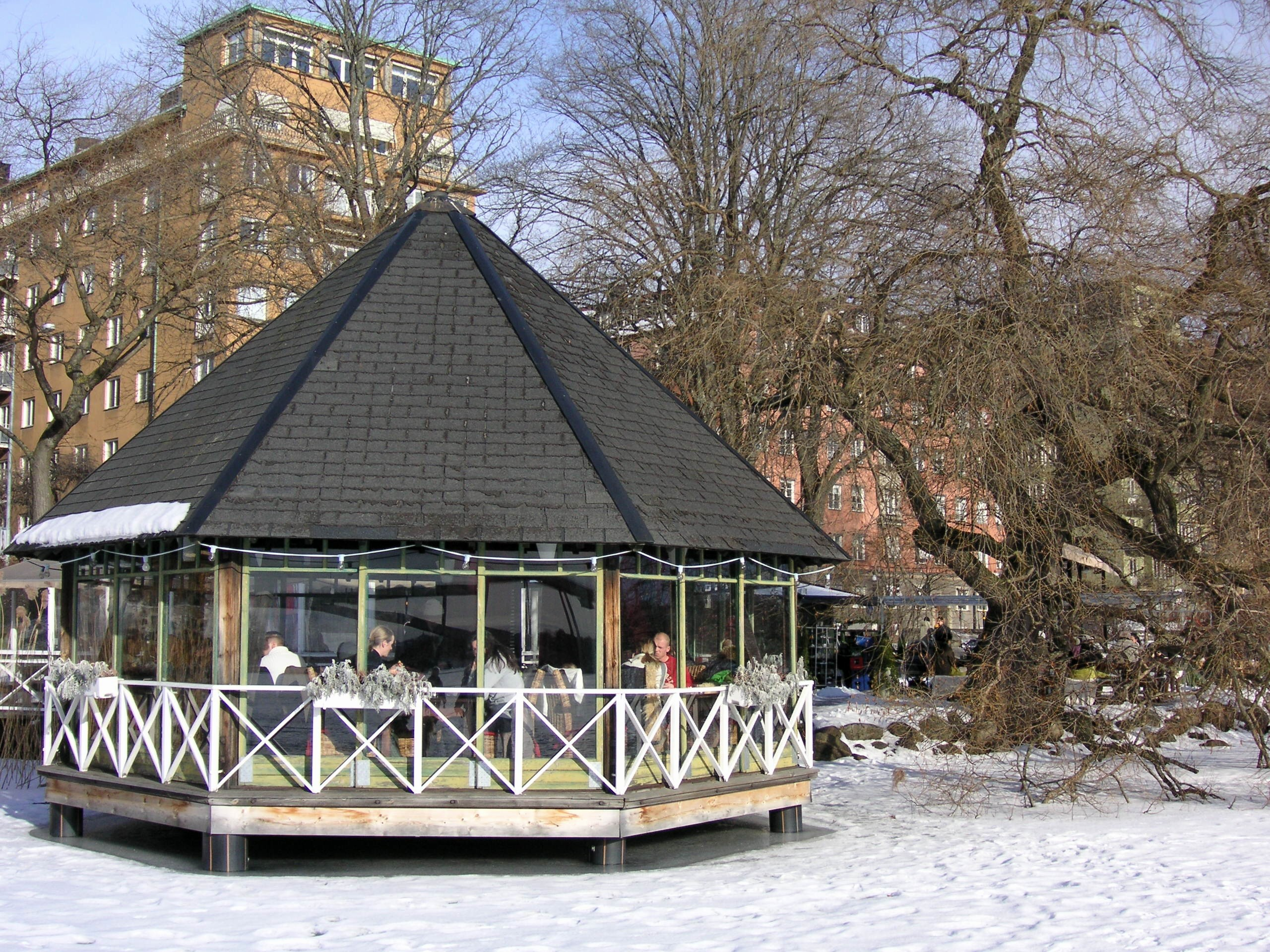
Mälarpaviljongen
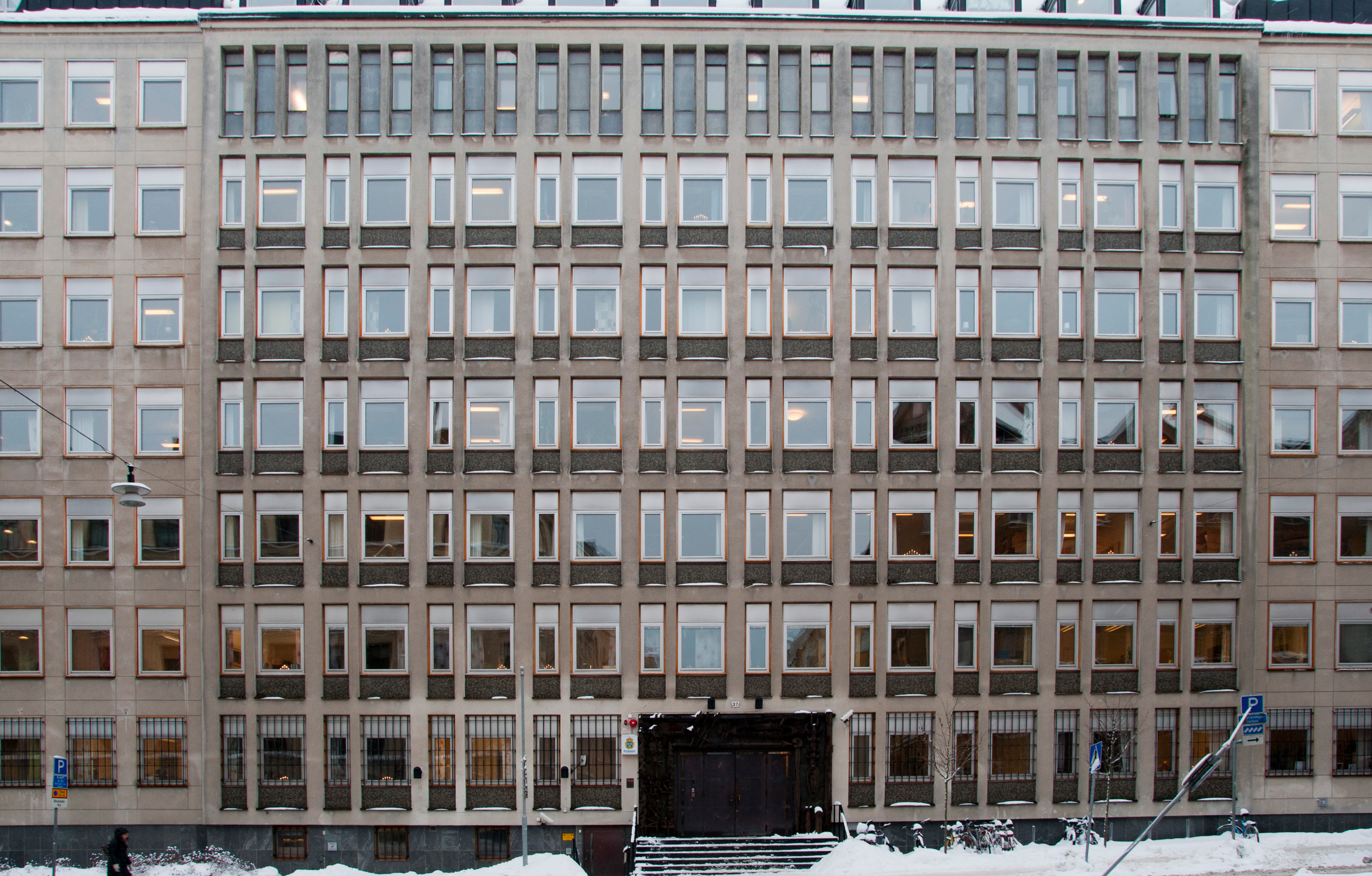
Polishuset, Kungsholmsgatan
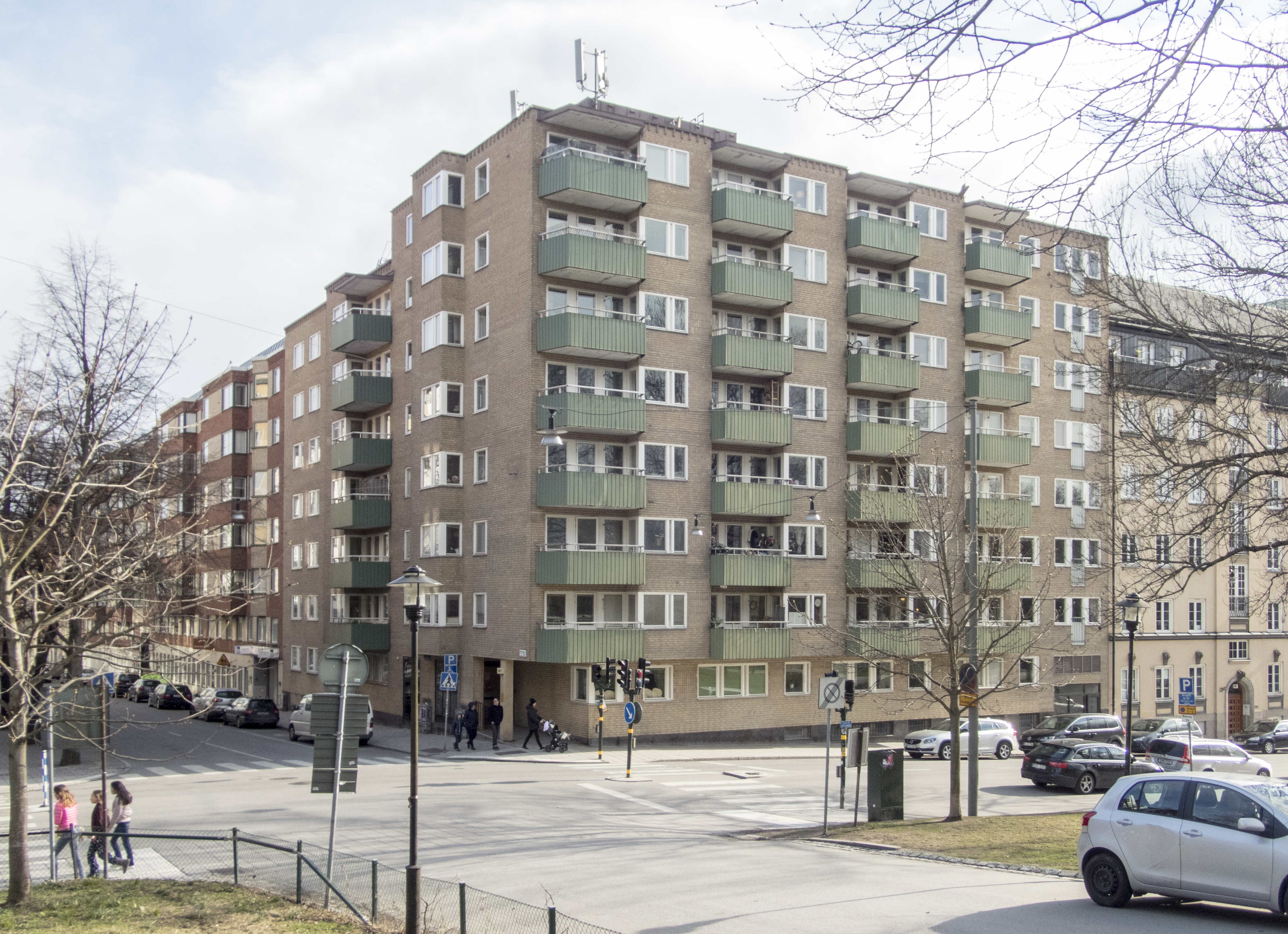
Killingen 25, Stockholm